# Sant Boi de Lluçanès
Sant Boi de Lluçanès település Spanyolországban, Barcelona tartományban. Lakosainak száma 575 fő (2024).

## Földrajza
Sant Boi de Lluçanès Sora, Orís, Sobremunt, Olost, Perafita és Sant Agustí de Lluçanès községekkel határos.

## Népesség
A település lakosságának változását az alábbi diagram mutatja:
| Lakosok száma | 314  | 623  | 664  | 668  | 516  | 572  | 569  | 556  | 541  | 575  |
|               | 1717 | 1887 | 1936 | 1960 | 1986 | 2004 | 2009 | 2014 | 2019 | 2024 |